# Toribio Ticona Porco

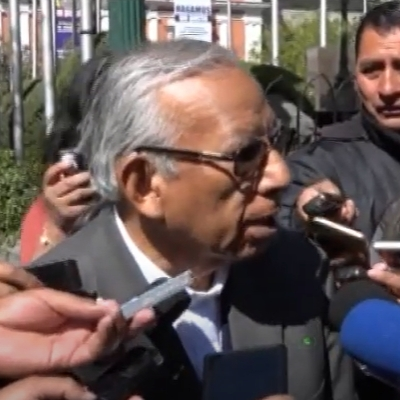
Toribio Kardinal Ticona Porco (2020)

Kardinalswappen

Toribio Kardinal Ticona Porco (* 25. April 1937 in Atocha) ist emeritierter Prälat von Corocoro.

## Leben
Bevor Ticona Porco Priester wurde, arbeitete er „in den Minen von Potosí für den Lebensunterhalt seiner Familie.“ Dort „lernte er den harten Alltag in der südbolivianischen Bergbauregion kennen.“
Schließlich studierte Ticona Porco katholische Theologie, unter anderem in Brüssel.
Toribio Ticona Porco empfing am 29. Januar 1967 die Priesterweihe für das Bistum Potosí.
Papst Johannes Paul II. ernannte ihn am 5. April 1986 zum Weihbischof in Potosí und Titularbischof von Timici. Der Apostolische Nuntius in Bolivien, Erzbischof Santos Abril y Castelló, spendete ihm am 31. Mai desselben Jahres die Bischofsweihe; Mitkonsekratoren waren Jesús Agustín López de Lama CP, Prälat von Corocoro, und Edmundo Luis Flavio Abastoflor Montero, Bischof von Potosí.
Am 4. Juli 1992 wurde er zum Prälaten von Corocoro ernannt. Am 29. Juni 2012 nahm Papst Benedikt XVI. seinen altersbedingten Rücktritt an.
Im Konsistorium vom 28. Juni 2018 nahm ihn Papst Franziskus als Kardinalpriester mit der Titelkirche Santi Gioacchino ed Anna al Tuscolano in das Kardinalskollegium auf. Die Besitzergreifung seiner Titelkirche fand am 13. Oktober desselben Jahres statt.